# Berechtsame
Als Berechtsame (auch Abbaugerechtigkeit) bezeichnet man im Bergbau das Nutzungsrecht an bestimmten Grubenfeldern. Der Begriff stammt aus dem preußischen Allgemeinen Berggesetz von 1865 und wird bis heute im Bergbau verwendet.

## Grundlagen
Im alten Preußischen Berggesetz von 1865 war geregelt, dass der Bergbaulustige gegenüber dem Staat Anspruch auf Verleihung des Bergwerkeigentums hatte. Außerdem hatte er Anspruch darauf, auch ohne den Willen des Grundstückseigentümers die auf dem Grundstück vorkommenden Mineralien aufzusuchen und zu gewinnen. Die Berechtsame (neue Bezeichnung: Bergbauberechtigung) ist die Voraussetzung für sämtliche bergbauliche Aktivitäten auf bestimmte im Bundesberggesetz genannte Bodenschätze. Durch die bergbehördliche Verleihung der Berechtsame wird geregelt, welcher Berechtigungsinhaber welche bergfreien Bodenschätze in welchem Gebiet aufsuchen oder abbauen darf. Die Berechtsame umfasst alle zu einem Bergwerk oder zu einer Bergwerksgesellschaft gehörenden Grubenfelder. Zur Dokumentation der Bergbauberechtigungen wird durch die Bergbehörden ein Berechtsamsbuch und eine Berechtsamskarte geführt.

## Neue Bezeichnungen
Im Bundesberggesetz vom 13. August 1980 werden drei Bergbauberechtigungen unterschieden:
- Erlaubnis
- Bewilligung
- Bergwerkseigentum

Die Erlaubnis gewährt dem Bergbautreibenden ein ausschließliches Recht für die bergbauliche Nutzung eines Bereichs, in dem Bodenschätze vorkommen oder vermutet werden. Dies bedeutet, dass im Erlaubnisfeld kein anderer Unternehmer eine Aufsuchung durchführen kann. Für bestimmte Fälle, z. B. wenn die Aufsuchung rein wissenschaftlichen Zwecken dient, sind im Bundesberggesetz Ausnahmen geregelt. Aufgrund der Erlaubnis hat der Erlaubnisinhaber die planmäßig bei der Aufsuchung zu lösenden oder freizusetzenden Bodenschätze zu gewinnen. An diesen gewonnenen Bodenschätzen kann der Erlaubnisinhaber das Eigentum erwerben. Außerdem darf der Erlaubnisinhaber Betriebseinrichtungen und Betriebsanlagen errichten, die zur Aufsuchung und zur Durchführung der damit verbundenen bergbaulichen Tätigkeiten erforderlich sind.
Durch die Bewilligung wird dem Bewilligungsinhaber der Abbau von Bodenschätzen erlaubt, ein weitaus umfassenderes Recht als nur das Aufsuchen der Minerale. Die Bewilligung gewährt dem Inhaber die Gewinnung der freien Bodenschätze im sogenannten Bewilligungsfeld. Er darf neben den in der Bewilligung bezeichneten Bodenschätze auch andere Bodenschätze mitgewinnen. An allen im Bewilligungsfeld vorkommenden Bodenschätzen kann der Inhaber das Eigentum erwerben. Außerdem darf der Inhaber alle Betriebseinrichtungen und Betriebsanlagen errichten, die zur Gewinnung der Bodenschätze und der damit verbundenen bergbaulichen Tätigkeiten erforderlich sind. Schließlich kann der Inhaber einer Bewilligung unter bestimmten Voraussetzungen von Grundstückseigentümern auch eine Grundabtretung verlangen, dadurch kann ein Bergbautreibender fremden Grund und Boden für Zwecke des Bergbaus in Anspruch nehmen.
Der rechtliche Inhalt des Bergwerkseigentums ist mit dem durch die Bewilligung eingeräumten Recht weitgehend identisch. Durch die Verleihung von Bergwerkseigentum erhält der Inhaber allerdings noch weitere Rechte, die sich aus den entsprechenden Bestimmungen des BGB ergeben. Das Bergwerkseigentum entsteht erst mit der Zustellung der Berechtsamsurkunde an den Antragsteller.
Alle Bergbauberechtigungen werden nur auf Antrag gewährt: Bewilligung und Erlaubnis werden auf Antrag erteilt, das Bergwerkseigentum wird auf Antrag verliehen. Die Anträge sind an eine bestimmte Form gebunden und müssen schriftlich bei der zuständigen Behörde eingereicht werden.

## Österreich
Nach dem österreichischen Berggesetz werden drei Berechtigungen unterschieden: die Gewinnungsberechtigung, die Bergwerksberechtigung und die Schurfberechtigung:
Die Gewinnungsberechtigung für obertägige mineralische Rohstoffe bezieht sich auf grundeigene mineralische Rohstoffe und ist im Mineralrohstoffgesetz geregelt.
Die Bergwerksberechtigung bezieht sich auf bergfreie mineralische Rohstoffe. Bergwerksberechtigungen werden für Grubenmaße und Überscharen verliehen. Überscharen sind Felder, die sogenannte neobergfreie mineralische Rohstoffe enthalten.
Die Schurfberechtigung wird nach dem österreichischen Berggesetz für das Aufsuchen und Erschließen von bergfreien mineralischen Rohstoffen verliehen. Die Schurfberechtigung gilt für einen als Freischurf bezeichneten Kreis mit einem Radius von 425 Metern, der bis in die ewige Teufe gilt.